# Ґеснерія
Ґеснерія (Gesneria) — рід із близько 50 видів квіткових рослин родини ґеснерієвих. За винятком двох-трьох виняткових південноамериканських видів, усі вони походять з островів Карибського моря. Рід класифікується в трибі Gesnerieae разом з родами Bellonia, Pheidonocarpa і Rhytidophyllum. Види ґеснерій зазвичай являють собою деревянисті кущі або напівчагарники, і (разом з близькоспорідненим Rhytidophyllum) є незвичайними в родині тим, що листя розташовані почергово (а не супротивно). Повний список прийнятих видів та їхніх синонімів можна знайти у Всесвітньому контрольному списку ґеснерієвих Смітсонівського інституту.
Назва роду на честь Конрада Ґеснера.

## Окремі види
- Gesneria acaulis
- Gesneria calycina
- Gesneria calycosa
- Gesneria christii
- Gesneria citrina
- Gesneria cuneifolia
- Gesneria depressa
- Gesneria exserta
- Gesneria humilis
- Gesneria pauciflora
- Gesneria pedicellaris
- Gesneria pedunculosa
- Gesneria reticulata
- Gesneria ventricosa

## Зовнішні посилання
- Skog, LE 1976. Дослідження триби Gesnerieae з переглядом ґеснерії (Gesneriaceae: Gesnerioideae). Смітсонівський внесок у ботаніку . 29: 1-182 (pdf файл).
- Ґеснерія з роду Gesneriaceae
- Gesneria з The Gesneriad Reference Web
- Всесвітній контрольний список ґеснерієвих